# Cladenia
Cladenia là một chi bướm đêm thuộc họ Erebidae.